# IZIP
IZIP aneb Elektronická zdravotní knížka byl projekt společnosti IZIP, a.s., vzniknuvší roku 2001. O rok později začal jeho zkušební provoz a roku 2004 už fungoval normálně. V roce 2012 byl ministrem zdravotnictví Leošem Hegerem projekt jako nefunkční a neužitečný zastaven.[zdroj?] Zaregistrováno v něm v danou dobu bylo 2,5 milionu pacientů, přes 20 tisíc zdravotníků a přes osm tisíc zdravotnických zařízení a za celou dobu své existence stál zhruba 1,8 miliardy Kč, které do něj vložil její majoritní vlastník, pojišťovna VZP.[zdroj?] V roce 2017 zahájil plný provoz nástupce systému IZIP pod novým názvem Zdravel, který vlastní Nordic Investors.

## Společnost IZIP, a.s.
Založena byla 8. února 2001 původně ještě jako společnost s ručením omezeným politiky ODS Milanem Cabrnochem a Miroslavem Ouzkým a lékařem Pavlem Hronkem. V roce 2006 se transformovala na akciovou společnost se základním jměním 2,4 milionu Kč v 2 400 ks kmenových akcií.

## Účel
Účelem celého projektu bylo vytvořit systém elektronických zdravotních knížek, fungujících prostřednictvím internetu, pomocí nichž mělo být možné mezi lékaři sdílet informace o pacientech a zefektivnit i komunikaci mezi pacientem a jeho lékařem. Elektronická zdravotní knížka měla obsahovat úplnou zdravotnickou dokumentaci pacienta. Knížky mohli zdarma získat všichni občané České republiky. Systém mohl odstranit duplicity předepisovaných léků a mohl předcházet řadě lékařských omylů a systému veřejného zdravotního pojištění tak ušetřit miliardy korun.

## Kritika a zastavení
Projekt od počátku sklízel kritiku, především za své financování a svou nevyužívanost v praxi. Například podle Mladé fronty DNES si devět zaměstnanců v roce 2009 rozdělilo odměny ve výši 59 milionů Kč.
V listopadu 2011 bylo oznámeno na základě výsledku auditu, který si dala zpracovat VZP, že desítky milionů korun, jež VZP platila za systém IZIP, končily u společností, které s elektronickými zdravotními knížkami nemají nic společného. Účetnictví společnosti podle auditorů navíc obsahuje řadu nepřesností. 28. května 2012 správní rada Všeobecné zdravotní pojišťovny rozhodla o vypovězení smluv na elektronické zdravotní knížky s firmou IZIP k 30. červnu. Výpovědní lhůta činila 6 měsíců, projekt skončil k 31. prosinci 2012.
IZIP si způsob shromažďování informací o zdravotní péči dala patentovat (pat. č. 297879), přestože administrativní postupy jsou z patentování vyloučeny. Žaloba na zrušení patentu byla neúspěšná (rozsudek MS v Praze č. j. 9 A 322/2014-118).